# Laureados com o Nobel

Os laureados com o Nobel recebem uma medalha de ouro juntamente com um diploma e (até 2023) 11 milhões de coroas suecas (cerca de 1 milhão de dólares, 0,95 milhões de euros).

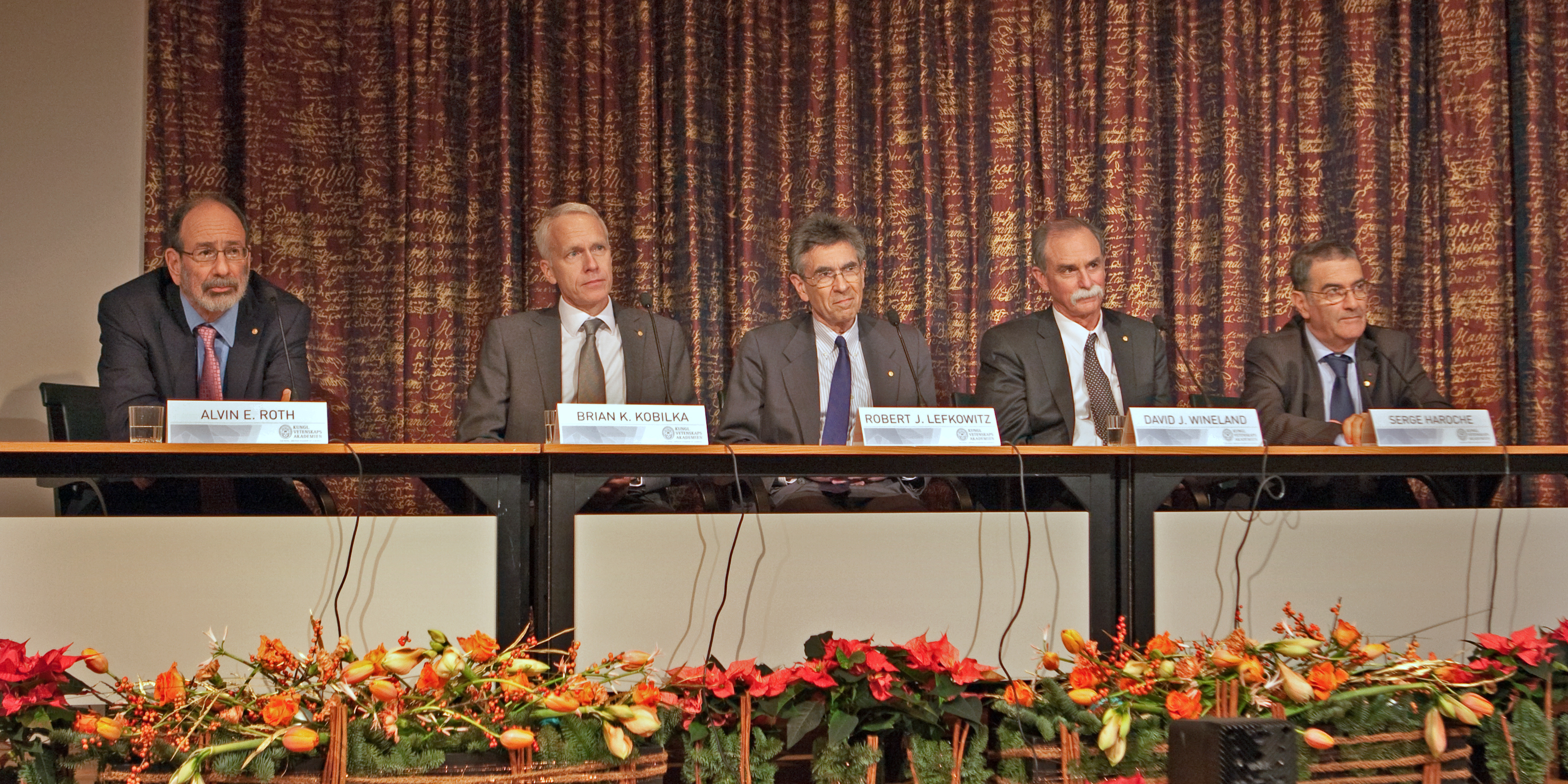
Laureados com o Nobel de 2012 Alvin Roth, Brian Kobilka, Robert Lefkowitz, David J. Wineland e Serge Haroche durante a cerimônia.

Os Prêmios Nobel (em sueco:  Nobelpriset, em norueguês:  Nobelprisen) são prêmios atribuídos anualmente pela Academia Real das Ciências da Suécia e Academia Sueca e pelo Comité Nobel Norueguês e o Instituto Karolinska a pessoas e organizações que contribuíram de forma excepcional nos campos da química, física, literatura, paz e fisiologia ou medicina. Os prêmios foram criados em 1895 por Alfred Nobel, que determinou que eles seriam administrados pela Fundação Nobel. O Prémio de Ciências Económicas em Memória de Alfred Nobel foi criado em 1968 pelo Sveriges Riksbank, o banco central da Suécia, para as contribuições no campo da economia. Cada premiado, "nobelista" ou "laureado", recebe uma medalha de ouro, um diploma e uma quantia em dinheiro, que é decidida previamente pela Fundação Nobel.

## Prêmio
O Prêmio Nobel foi criado por Alfred Nobel em 1895, com o objetivo de reconhecer pessoas ou instituições que realizaram pesquisas, descobertas ou contribuições notáveis para a humanidade no ano imediatamente anterior ou no curso de suas atividades. A administração dos prêmios é feita pela Fundação Nobel, uma organização criada em 1900 por vontade de Alfred Nobel em seu testamento.
Originalmente, o prêmio era dedicado a pessoas ou organizações que se destacaram nos campos da química, física, literatura, paz e fisiologia ou medicina. Em 1968, foi criado o Prémio de Ciências Económicas em Memória de Alfred Nobel por uma doação do banco central sueco Sveriges Riksbank à Fundação Nobel para comemorar o 300.º aniversário do banco, e é outorgado anualmente desde 1969 pela Academia Real das Ciências da Suécia a intelectuais do campo das ciências económicas. Embora não seja um dos Prêmios Nobel originais estabelecidos pelo testamento de Alfred Nobel em 1895, é geralmente considerado e frequentemente referido, porém de forma errônea, como o prêmio Nobel de Economia. O prêmio é administrado e referido juntamente com os Prêmios Nobel pela Fundação Nobel.
Cada prêmio é dado por um comitê separado. A Academia Real das Ciências da Suécia entrega os prêmios de Física, Química e Economia, o Instituto Karolinska entrega o prêmio de Fisiologia ou Medicina e o Comité Nobel Norueguês entrega o Nobel da Paz. Cada laureado recebe uma medalha de ouro, um diploma e um prêmio em dinheiro que tem variado no decorrer dos anos. Em 1901, os laureados do primeiro Prêmio Nobel receberam 150 782 coroas suecas, o que equivale a 10,8 milhões de coroas suecas em 2023. Em 2017, os premiados receberam um total de 9 milhões de coroas suecas. A premiação acontece anualmente em Estocolmo no dia 10 de dezembro, o aniversário da morte de Alfred Nobel.
De acordo com o estatuto da Fundação, nos anos em que não houver premiação, devido a eventos externos ou a ausência de nomeações, o valor do prêmio em dinheiro é reservado para o ano seguinte e poderá ser devolvido aos fundos restritos da Fundação. O Prêmio Nobel não foi entregue entre os anos de 1940 e 1942 devido à Segunda Guerra Mundial.

## Laureados
Entre 1901 e 2024, o Prêmio Nobel e o Prêmio de Ciências Económicas em Memória de Alfred Nobel foram concedidos 626 vezes a 1 009 pessoas e organizações (978 indivíduos e 31 organizações). Com algumas pessoas e organizações recebendo o Nobel mais de uma vez, totaliza-se 973 indivíduos e 28 organizações. Seis laureados com o Nobel foram proibidos pelo governo de seu país de aceitar o prêmio: Adolf Hitler proibiu quatro alemães, Carl von Ossietzky (Paz, 1936), Richard Kuhn (Química, 1938), Adolf Butenandt (Química, 1939) e Gerhard Domagk (Fisiologia ou Medicina, 1939), de aceitarem seus prêmios; o governo da extinta União Soviética pressionou Boris Pasternak (Literatura, 1958) a recusá-lo; e o governo da China proibiu Liu Xiaobo (Paz, 2010) a receber seu prêmio. Dois laureados, Jean-Paul Sartre (Literatura, 1964) e Lê Ðức Thọ (Paz, 1973), recusaram o prêmio; Sartre tinha a postura de recusar todos os prêmios oficiais recebidos e Lê Ðức Thọ recusou o prêmio devido à Guerra do Vietnã.
Sete laureados receberam mais de um prêmio. O Comitê Internacional da Cruz Vermelha foi premiado com o Nobel da Paz em três ocasiões, mais do que qualquer outro laureado. Receberam o prêmio por duas vezes, o Alto Comissariado das Nações Unidas para os Refugiados (Nobel da Paz), John Bardeen (Nobel de Física), Frederick Sanger (Nobel de Química) e Barry Sharpless (Nobel de Química). Dois laureados também receberam o prêmio duas vezes, porém em categorias diferentes: Marie Curie (Física e Química) e Linus Pauling (Química e Paz). Entre os 973 indivíduos laureados, 65 são mulheres, sendo que a primeira a receber o prêmio foi Marie Curie, com o Nobel de Física em 1903. Ela também foi a primeira pessoa (homem ou mulher) a receber um segundo Nobel em 1911, no campo da Química, e continua a ser a única mulher a receber o Nobel por duas vezes.
Os únicos falantes de língua portuguesa a serem laureados com a premiação foram dois portugueses, o médico neurologista António Egas Moniz (Nobel de Fisiologia ou Medicina de 1949) e o escritor José Saramago (Nobel de Literatura de 1998), e dois timorenses, o bispo católico Carlos Filipe Ximenes Belo e o político e jurista José Ramos-Horta (ambos foram laureados com o Nobel da Paz de 1996).

## Lista de laureados
1901 • 1910 • 1920 • 1930 • 1940 • 1950 • 1960 • 1970 • 1980 • 1990 • 2000 • 2010 • 2020
| Ano  | Física                                                                | Química                                                         | Fisiologia ou Medicina                                                | Literatura                                | Paz                                                                              | Economia (Prêmio Sveriges Riksbank)                      |
| ---- | --------------------------------------------------------------------- | --------------------------------------------------------------- | --------------------------------------------------------------------- | ----------------------------------------- | -------------------------------------------------------------------------------- | -------------------------------------------------------- |
| 1901 | Wilhelm Röntgen                                                       | Jacobus Henricus van 't Hoff                                    | Emil Adolf von Behring                                                | Sully Prudhomme                           | Henry Dunant; Frédéric Passy                                                     | —                                                        |
| 1902 | Hendrik Lorentz; Pieter Zeeman                                        | Hermann Emil Fischer                                            | Ronald Ross                                                           | Theodor Mommsen                           | Élie Ducommun; Charles Albert Gobat                                              | —                                                        |
| 1903 | Henri Becquerel; Pierre Curie; Marie Curie                            | Svante Arrhenius                                                | Niels Ryberg Finsen                                                   | Bjørnstjerne Bjørnson                     | William Randal Cremer                                                            | —                                                        |
| 1904 | John William Strutt                                                   | William Ramsay                                                  | Ivan Pavlov                                                           | Frédéric Mistral; José Echegaray          | Instituto de Direito Internacional                                               | —                                                        |
| 1905 | Philipp Lenard                                                        | Adolf von Baeyer                                                | Robert Koch                                                           | Henryk Sienkiewicz                        | Bertha von Suttner                                                               | —                                                        |
| 1906 | Joseph John Thomson                                                   | Henri Moissan                                                   | Camillo Golgi; Santiago Ramón y Cajal                                 | Giosuè Carducci                           | Theodore Roosevelt                                                               | —                                                        |
| 1907 | Albert Abraham Michelson                                              | Eduard Buchner                                                  | Charles Louis Alphonse Laveran                                        | Rudyard Kipling                           | Ernesto Teodoro Moneta; Louis Renault                                            | —                                                        |
| 1908 | Gabriel Lippmann                                                      | Ernest Rutherford                                               | Ilya Ilyich Mechnikov; Paul Ehrlich                                   | Rudolf Christoph Eucken                   | Klas Pontus Arnoldson; Fredrik Bajer                                             | —                                                        |
| 1909 | Karl Ferdinand Braun; Guglielmo Marconi                               | Wilhelm Ostwald                                                 | Emil Theodor Kocher                                                   | Selma Lagerlöf                            | Auguste Marie François Beernaert; Paul-Henri-Benjamin d'Estournelles de Constant | —                                                        |
| 1910 | Johannes Diderik van der Waals                                        | Otto Wallach                                                    | Albrecht Kossel                                                       | Paul Heyse                                | Gabinete Internacional Permanente para a Paz                                     | —                                                        |
| 1911 | Wilhelm Wien                                                          | Marie Curie                                                     | Allvar Gullstrand                                                     | Maurice Maeterlinck                       | Tobias Asser; Alfred Hermann Fried                                               | —                                                        |
| 1912 | Gustaf Dalén                                                          | Victor Grignard; Paul Sabatier                                  | Alexis Carrel                                                         | Gerhart Hauptmann                         | Elihu Root                                                                       | —                                                        |
| 1913 | Heike Kamerlingh Onnes                                                | Alfred Werner                                                   | Charles Richet                                                        | Rabindranath Tagore                       | Henri La Fontaine                                                                | —                                                        |
| 1914 | Max von Laue                                                          | Theodore William Richards                                       | Robert Bárány                                                         | Não foi atribuído                         | Não foi atribuído                                                                | —                                                        |
| 1915 | William Henry Bragg; William Lawrence Bragg                           | Richard Willstätter                                             | Não foi atribuído                                                     | Romain Rolland                            | Não foi atribuído                                                                | —                                                        |
| 1916 | Não foi atribuído                                                     | Não foi atribuído                                               | Não foi atribuído                                                     | Verner von Heidenstam                     | Não foi atribuído                                                                | —                                                        |
| 1917 | Charles Glover Barkla                                                 | Não foi atribuído                                               | Não foi atribuído                                                     | Karl Adolph Gjellerup; Henrik Pontoppidan | Comité Internacional da Cruz Vermelha                                            | —                                                        |
| 1918 | Max Planck                                                            | Fritz Haber                                                     | Não foi atribuído                                                     | Não foi atribuído                         | Não foi atribuído                                                                | —                                                        |
| 1919 | Johannes Stark                                                        | Não foi atribuído                                               | Jules Bordet                                                          | Carl Spitteler                            | Woodrow Wilson                                                                   | —                                                        |
| 1920 | Charles Édouard Guillaume                                             | Walther Nernst                                                  | August Krogh                                                          | Knut Hamsun                               | Léon Bourgeois                                                                   | —                                                        |
| 1921 | Albert Einstein                                                       | Frederick Soddy                                                 | Não foi atribuído                                                     | Anatole France                            | Hjalmar Branting; Christian Lous Lange                                           | —                                                        |
| 1922 | Niels Bohr                                                            | Francis William Aston                                           | Archibald Hill; Otto Fritz Meyerhof                                   | Jacinto Benavente                         | Fridtjof Nansen                                                                  | —                                                        |
| 1923 | Robert Andrews Millikan                                               | Fritz Pregl                                                     | Frederick Banting; John James Rickard Macleod                         | W. B. Yeats                               | Não foi atribuído                                                                | —                                                        |
| 1924 | Manne Siegbahn                                                        | Não foi atribuído                                               | Willem Einthoven                                                      | Władysław Reymont                         | Não foi atribuído                                                                | —                                                        |
| 1925 | James Franck; Gustav Ludwig Hertz                                     | Richard Adolf Zsigmondy                                         | Não foi atribuído                                                     | George Bernard Shaw                       | Austen Chamberlain; Charles G. Dawes                                             | —                                                        |
| 1926 | Jean Baptiste Perrin                                                  | Theodor Svedberg                                                | Johannes Fibiger                                                      | Grazia Deledda                            | Aristide Briand; Gustav Stresemann                                               | —                                                        |
| 1927 | Arthur Compton; Charles Thomson Rees Wilson                           | Heinrich Otto Wieland                                           | Julius Wagner-Jauregg                                                 | Henri Bergson                             | Ferdinand Buisson; Ludwig Quidde                                                 | —                                                        |
| 1928 | Owen Willans Richardson                                               | Adolf Otto Reinhold Windaus                                     | Charles Nicolle                                                       | Sigrid Undset                             | Não foi atribuído                                                                | —                                                        |
| 1929 | Louis de Broglie                                                      | Arthur Harden; Hans von Euler-Chelpin                           | Christiaan Eijkman; Frederick Gowland Hopkins                         | Thomas Mann                               | Frank B. Kellogg                                                                 | —                                                        |
| 1930 | C. V. Raman                                                           | Hans Fischer                                                    | Karl Landsteiner                                                      | Sinclair Lewis                            | Nathan Söderblom                                                                 | —                                                        |
| 1931 | Não foi atribuído                                                     | Carl Bosch; Friedrich Bergius                                   | Otto Heinrich Warburg                                                 | Erik Axel Karlfeldt                       | Jane Addams; Nicholas Murray Butler                                              | —                                                        |
| 1932 | Werner Heisenberg                                                     | Irving Langmuir                                                 | Charles Scott Sherrington; Edgar Douglas Adrian                       | John Galsworthy                           | Não foi atribuído                                                                | —                                                        |
| 1933 | Erwin Schrödinger; Paul Dirac                                         | Não foi atribuído                                               | Thomas Hunt Morgan                                                    | Ivan Bunin                                | Norman Angell                                                                    | —                                                        |
| 1934 | Não foi atribuído                                                     | Harold Urey                                                     | George Whipple; George Minot; William P. Murphy                       | Luigi Pirandello                          | Arthur Henderson                                                                 | —                                                        |
| 1935 | James Chadwick                                                        | Frédéric Joliot-Curie; Irène Joliot-Curie                       | Hans Spemann                                                          | Não foi atribuído                         | Carl von Ossietzky                                                               | —                                                        |
| 1936 | Victor Francis Hess; Carl David Anderson                              | Peter Debye                                                     | Henry Hallett Dale; Otto Loewi                                        | Eugene O'Neill                            | Carlos Saavedra Lamas                                                            | —                                                        |
| 1937 | Clinton Davisson; George Paget Thomson                                | Walter Norman Haworth; Paul Karrer                              | Albert Szent-Györgyi                                                  | Roger Martin du Gard                      | Robert Cecil                                                                     | —                                                        |
| 1938 | Enrico Fermi                                                          | Richard Kuhn                                                    | Corneille Heymans                                                     | Pearl S. Buck                             | Comitê Internacional Nansen para os Refugiados                                   | —                                                        |
| 1939 | Ernest Lawrence                                                       | Adolf Butenandt; Leopold Ružička                                | Gerhard Domagk                                                        | Frans Eemil Sillanpää                     | Não foi atribuído                                                                | —                                                        |
| 1940 | Cancelado devido à Segunda Guerra Mundial                             | Cancelado devido à Segunda Guerra Mundial                       | Cancelado devido à Segunda Guerra Mundial                             | Cancelado devido à Segunda Guerra Mundial | Cancelado devido à Segunda Guerra Mundial                                        | —                                                        |
| 1941 | Cancelado devido à Segunda Guerra Mundial                             | Cancelado devido à Segunda Guerra Mundial                       | Cancelado devido à Segunda Guerra Mundial                             | Cancelado devido à Segunda Guerra Mundial | Cancelado devido à Segunda Guerra Mundial                                        | —                                                        |
| 1942 | Cancelado devido à Segunda Guerra Mundial                             | Cancelado devido à Segunda Guerra Mundial                       | Cancelado devido à Segunda Guerra Mundial                             | Cancelado devido à Segunda Guerra Mundial | Cancelado devido à Segunda Guerra Mundial                                        | —                                                        |
| 1943 | Otto Stern                                                            | George de Hevesy                                                | Henrik Dam; Edward Adelbert Doisy                                     | Não foi atribuído                         | Não foi atribuído                                                                | —                                                        |
| 1944 | Isidor Isaac Rabi                                                     | Otto Hahn                                                       | Joseph Erlanger; Herbert Spencer Gasser                               | Johannes Vilhelm Jensen                   | Comité Internacional da Cruz Vermelha                                            | —                                                        |
| 1945 | Wolfgang Pauli                                                        | Artturi Ilmari Virtanen                                         | Alexander Fleming; Ernst Boris Chain; Howard Florey                   | Gabriela Mistral                          | Cordell Hull                                                                     | —                                                        |
| 1946 | Percy Williams Bridgman                                               | James B. Sumner; John Howard Northrop; Wendell Meredith Stanley | Hermann Joseph Muller                                                 | Hermann Hesse                             | Emily Greene Balch; John Raleigh Mott                                            | —                                                        |
| 1947 | Edward Victor Appleton                                                | Robert Robinson                                                 | Carl Ferdinand Cori; Gerty Cori; Bernardo Houssay                     | André Gide                                | Conselho da Sociedade dos Amigos; Comitê Americano da Sociedade dos Amigos       | —                                                        |
| 1948 | Patrick Maynard Stuart Blackett                                       | Arne Tiselius                                                   | Paul Hermann Müller                                                   | T. S. Eliot                               | Não foi atribuído                                                                | —                                                        |
| 1949 | Hideki Yukawa                                                         | William Giauque                                                 | Walter Rudolf Hess; António Egas Moniz                                | William Faulkner                          | John Boyd Orr                                                                    | —                                                        |
| 1950 | Cecil Frank Powell                                                    | Otto Diels; Kurt Alder                                          | Philip Showalter Hench; Edward Calvin Kendall; Tadeus Reichstein      | Bertrand Russell                          | Ralph Johnson Bunche                                                             | —                                                        |
| 1951 | John Cockcroft; Ernest Walton                                         | Edwin McMillan; Glenn T. Seaborg                                | Max Theiler                                                           | Pär Lagerkvist                            | Léon Jouhaux                                                                     | —                                                        |
| 1952 | Felix Bloch; Edward Mills Purcell                                     | Archer John Porter Martin; Richard Laurence Millington Synge    | Selman Waksman                                                        | François Mauriac                          | Albert Schweitzer                                                                | —                                                        |
| 1953 | Frits Zernike                                                         | Hermann Staudinger                                              | Hans Adolf Krebs; Fritz Albert Lipmann                                | Winston Churchill                         | George Marshall                                                                  | —                                                        |
| 1954 | Max Born; Walther Bothe                                               | Linus Pauling                                                   | John Franklin Enders; Frederick Chapman Robbins; Thomas Huckle Weller | Ernest Hemingway                          | Alto Comissariado das Nações Unidas para os Refugiados                           | —                                                        |
| 1955 | Willis Lamb; Polykarp Kusch                                           | Vincent du Vigneaud                                             | Hugo Theorell                                                         | Halldór Laxness                           | Não foi atribuído                                                                | —                                                        |
| 1956 | John Bardeen; Walter Houser Brattain; William Shockley                | Cyril Norman Hinshelwood; Nikolay Semyonov                      | André Frédéric Cournand; Werner Forßmann; Dickinson W. Richards       | Juan Ramón Jiménez                        | Não foi atribuído                                                                | —                                                        |
| 1957 | Chen Ning Yang; Tsung-Dao Lee                                         | The Lord Todd                                                   | Daniel Bovet                                                          | Albert Camus                              | Lester B. Pearson                                                                | —                                                        |
| 1958 | Pavel Cherenkov; Illia Frank; Igor Tamm                               | Frederick Sanger                                                | George Wells Beadle; Edward Lawrie Tatum; Joshua Lederberg            | Boris Pasternak                           | Dominique Pire                                                                   | —                                                        |
| 1959 | Emilio G. Segrè; Owen Chamberlain                                     | Jaroslav Heyrovský                                              | Arthur Kornberg; Severo Ochoa                                         | Salvatore Quasimodo                       | Philip Noel-Baker                                                                | —                                                        |
| 1960 | Donald A. Glaser                                                      | Willard Libby                                                   | Frank Macfarlane Burnet; Peter Medawar                                | Saint-John Perse                          | Albert Lutuli                                                                    | —                                                        |
| 1961 | Robert Hofstadter; Rudolf Mössbauer                                   | Melvin Calvin                                                   | Georg von Békésy                                                      | Ivo Andrić                                | Dag Hammarskjöld                                                                 | —                                                        |
| 1962 | Lev Landau                                                            | Max Perutz; John Kendrew                                        | Francis Crick; James D. Watson; Maurice Wilkins                       | John Steinbeck                            | Linus Pauling                                                                    | —                                                        |
| 1963 | Eugene Wigner; Maria Goeppert-Mayer; J. Hans D. Jensen                | Karl Ziegler; Giulio Natta                                      | John Eccles; Alan Lloyd Hodgkin; Andrew Huxley                        | Giorgos Seferis                           | Comité Internacional da Cruz Vermelha; Liga das sociedades de Cruz Vermelha      | —                                                        |
| 1964 | Charles Hard Townes; Nicolay Basov; Aleksandr Prokhorov               | Dorothy Crowfoot Hodgkin                                        | Konrad Emil Bloch; Feodor Felix Konrad Lynen                          | Jean-Paul Sartre                          | Martin Luther King, Jr.                                                          | —                                                        |
| 1965 | Sin-Itiro Tomonaga; Julian Schwinger; Richard Feynman                 | Robert Burns Woodward                                           | François Jacob; André Michel Lwoff; Jacques Monod                     | Mikhail Sholokhov                         | Fundo das Nações Unidas para a Infância (UNICEF)                                 | —                                                        |
| 1966 | Alfred Kastler                                                        | Robert S. Mulliken                                              | Francis Peyton Rous; Charles Brenton Huggins                          | Shmuel Yosef Agnon; Nelly Sachs           | Não foi atribuído                                                                | —                                                        |
| 1967 | Hans Bethe                                                            | Manfred Eigen; Ronald George Wreyford Norrish; George Porter    | Ragnar Granit; Haldan Keffer Hartline; George Wald                    | Miguel Ángel Asturias                     | Não foi atribuído                                                                | —                                                        |
| 1968 | Luis Walter Alvarez                                                   | Lars Onsager                                                    | Robert W. Holley; Har Gobind Khorana; Marshall Warren Nirenberg       | Yasunari Kawabata                         | René Cassin                                                                      | —                                                        |
| 1969 | Murray Gell-Mann                                                      | Derek Barton; Odd Hassel                                        | Max Delbrück; Alfred Hershey; Salvador Luria                          | Samuel Beckett                            | International Labour Organization                                                | Ragnar Frisch; Jan Tinbergen                             |
| 1970 | Hannes Alfvén; Louis Néel                                             | Luis Federico Leloir                                            | Julius Axelrod; Ulf von Euler; Bernard Katz                           | Aleksandr Solzhenitsyn                    | Norman Borlaug                                                                   | Paul Samuelson                                           |
| 1971 | Dennis Gabor                                                          | Gerhard Herzberg                                                | Earl Wilbur Sutherland, Jr.                                           | Pablo Neruda                              | Willy Brandt                                                                     | Simon Kuznets                                            |
| 1972 | John Bardeen; Leon Cooper; John Robert Schrieffer                     | Christian B. Anfinsen; Stanford Moore; William Howard Stein     | Gerald Edelman; Rodney Robert Porter                                  | Heinrich Böll                             | Não foi atribuído                                                                | John Hicks; Kenneth Arrow                                |
| 1973 | Leo Esaki; Ivar Giaever; Brian David Josephson                        | Ernst Otto Fischer; Geoffrey Wilkinson                          | Karl von Frisch; Konrad Lorenz; Nikolaas Tinbergen                    | Patrick White                             | Henry Kissinger; Le Duc Tho                                                      | Wassily Leontief                                         |
| 1974 | Martin Ryle; Antony Hewish                                            | Paul John Flory                                                 | Albert Claude; Christian de Duve; George Emil Palade                  | Eyvind Johnson; Harry Martinson           | Seán MacBride; Eisaku Satō                                                       | Gunnar Myrdal; Friedrich Hayek                           |
| 1975 | Aage Bohr; Ben Roy Mottelson; James Rainwater                         | John Cornforth; Vladimir Prelog                                 | David Baltimore; Renato Dulbecco; Howard Martin Temin                 | Eugenio Montale                           | Andrei Sakharov                                                                  | Leonid Kantorovich; Tjalling Koopmans                    |
| 1976 | Burton Richter; Samuel C. C. Ting                                     | William Lipscomb                                                | Baruch Samuel Blumberg; Daniel Carleton Gajdusek                      | Saul Bellow                               | Betty Williams; Mairead Corrigan                                                 | Milton Friedman                                          |
| 1977 | Philip Warren Anderson; Nevill Francis Mott; John Hasbrouck Van Vleck | Ilya Prigogine                                                  | Roger Guillemin; Andrzej Schally; Rosalyn Sussman Yalow               | Vicente Aleixandre                        | Amnesty International                                                            | Bertil Ohlin; James Meade                                |
| 1978 | Pyotr Kapitsa; Arno Allan Penzias; Robert Woodrow Wilson              | Peter D. Mitchell                                               | Werner Arber; Daniel Nathans; Hamilton O. Smith                       | Isaac Bashevis Singer                     | Anwar Sadat; Menachem Begin                                                      | Herbert A. Simon                                         |
| 1979 | Sheldon Lee Glashow; Abdus Salam; Steven Weinberg                     | Herbert C. Brown; Georg Wittig                                  | Allan McLeod Cormack; Godfrey Hounsfield                              | Odysseas Elytis                           | Madre Teresa de Calcutá                                                          | Theodore Schultz; William Arthur Lewis                   |
| 1980 | James Cronin; Val Logsdon Fitch                                       | Paul Berg; Walter Gilbert; Frederick Sanger                     | Baruj Benacerraf; Jean Dausset; George Davis Snell                    | Czesław Miłosz                            | Adolfo Pérez Esquivel                                                            | Lawrence Klein                                           |
| 1981 | Nicolaas Bloembergen; Arthur Schawlow; Kai Siegbahn                   | Kenichi Fukui; Roald Hoffmann                                   | Roger Wolcott Sperry; David H. Hubel; Torsten Wiesel                  | Elias Canetti                             | Alto Comissariado das Nações Unidas para os Refugiados                           | James Tobin                                              |
| 1982 | Kenneth G. Wilson                                                     | Aaron Klug                                                      | Sune Bergström; Bengt I. Samuelsson; John Vane                        | Gabriel García Márquez                    | Alva Myrdal; Alfonso García Robles                                               | George Stigler                                           |
| 1983 | Subrahmanyan Chandrasekhar; William Alfred Fowler                     | Henry Taube                                                     | Barbara McClintock                                                    | William Golding                           | Lech Wałęsa                                                                      | Gérard Debreu                                            |
| 1984 | Carlo Rubbia; Simon van der Meer                                      | Robert Bruce Merrifield                                         | Niels Kaj Jerne; Georges Köhler; César Milstein                       | Jaroslav Seifert                          | Desmond Tutu                                                                     | Richard Stone                                            |
| 1985 | Klaus von Klitzing                                                    | Herbert A. Hauptman; Jerome Karle                               | Michael Stuart Brown; Joseph L. Goldstein                             | Claude Simon                              | Médicos Internacionais para a Prevenção da Guerra Nuclear                        | Franco Modigliani                                        |
| 1986 | Ernst Ruska; Gerd Binnig; Heinrich Rohrer                             | Dudley R. Herschbach; Yuan T. Lee; John Charles Polanyi         | Stanley Cohen; Rita Levi-Montalcini                                   | Wole Soyinka                              | Elie Wiesel                                                                      | James M. Buchanan                                        |
| 1987 | Johannes Georg Bednorz; Karl Alexander Müller                         | Donald J. Cram; Jean-Marie Lehn; Charles J. Pedersen            | Susumu Tonegawa                                                       | Joseph Brodsky                            | Óscar Arias                                                                      | Robert Solow                                             |
| 1988 | Leon M. Lederman; Melvin Schwartz; Jack Steinberger                   | Johann Deisenhofer; Robert Huber; Hartmut Michel                | James W. Black; Gertrude B. Elion; George H. Hitchings                | Naguib Mahfouz                            | Forças de paz da ONU                                                             | Maurice Allais                                           |
| 1989 | Norman Foster Ramsey; Hans Georg Dehmelt; Wolfgang Paul               | Sidney Altman; Thomas Cech                                      | J. Michael Bishop; Harold E. Varmus                                   | Camilo José Cela                          | Tenzin Gyatso                                                                    | Trygve Haavelmo                                          |
| 1990 | Jerome Isaac Friedman; Henry Way Kendall; Richard E. Taylor           | Elias James Corey                                               | Joseph Murray; E. Donnall Thomas                                      | Octavio Paz                               | Mikhail Gorbachev                                                                | Harry Markowitz; Merton Miller; William Forsyth Sharpe   |
| 1991 | Pierre-Gilles de Gennes                                               | Richard R. Ernst                                                | Erwin Neher; Bert Sakmann                                             | Nadine Gordimer                           | Aung San Suu Kyi                                                                 | Ronald Coase                                             |
| 1992 | Georges Charpak                                                       | Rudolph A. Marcus                                               | Edmond H. Fischer; Edwin G. Krebs                                     | Derek Walcott                             | Rigoberta Menchú                                                                 | Gary Becker                                              |
| 1993 | Russell Alan Hulse; Joseph Hooton Taylor                              | Kary Mullis; Michael Smith                                      | Richard J. Roberts; Phillip Allen Sharp                               | Toni Morrison                             | Nelson Mandela; F. W. de Klerk                                                   | Robert Fogel; Douglass North                             |
| 1994 | Bertram Brockhouse; Clifford Shull                                    | George Andrew Olah                                              | Alfred G. Gilman; Martin Rodbell                                      | Kenzaburō Ōe                              | Yasser Arafat; Shimon Peres; Yitzhak Rabin                                       | John Harsanyi; John Forbes Nash; Reinhard Selten         |
| 1995 | Martin Lewis Perl; Frederick Reines                                   | Paul J. Crutzen; Mario J. Molina; Frank Sherwood Rowland        | Edward B. Lewis; Christiane Nüsslein-Volhard; Eric F. Wieschaus       | Seamus Heaney                             | Joseph Rotblat; Conferências Pugwash sobre Ciência e Negócios Mundiais           | Robert Lucas, Jr.                                        |
| 1996 | David Morris Lee; Douglas Osheroff; Robert Coleman Richardson         | Robert F. Curl Jr.; Harold Kroto; Richard Smalley               | Peter C. Doherty; Rolf M. Zinkernagel                                 | Wisława Szymborska                        | Carlos Filipe Ximenes Belo; José Ramos-Horta                                     | James Mirrlees; William Vickrey                          |
| 1997 | Steven Chu; Claude Cohen-Tannoudji; William Daniel Phillips           | Paul D. Boyer; John E. Walker; Jens Christian Skou              | Stanley B. Prusiner                                                   | Dario Fo                                  | Campanha Internacional para a Eliminação de Minas; Jody Williams                 | Robert C. Merton; Myron Scholes                          |
| 1998 | Robert B. Laughlin; Horst Ludwig Störmer; Daniel C. Tsui              | Walter Kohn; John Pople                                         | Robert F. Furchgott; Louis Ignarro; Ferid Murad                       | José Saramago                             | John Hume; David Trimble                                                         | Amartya Sen                                              |
| 1999 | Gerard 't Hooft; Martinus J. G. Veltman                               | Ahmed Zewail                                                    | Günter Blobel                                                         | Günter Grass                              | Médicos sem Fronteiras                                                           | Robert Mundell                                           |
| 2000 | Zhores Alferov; Herbert Kroemer; Jack Kilby                           | Alan J. Heeger; Alan MacDiarmid; Hideki Shirakawa               | Arvid Carlsson; Paul Greengard; Eric Kandel                           | Gao Xingjian                              | Kim Dae-jung                                                                     | James Heckman; Daniel McFadden                           |
| 2001 | Eric Allin Cornell; Wolfgang Ketterle; Carl Wieman                    | William Standish Knowles; Ryōji Noyori; Barry Sharpless         | Leland H. Hartwell; Tim Hunt; Paul Nurse                              | V. S. Naipaul                             | Organização das Nações Unidas; Kofi Annan                                        | George Akerlof; Michael Spence; Joseph Stiglitz          |
| 2002 | Raymond Davis Jr.; Masatoshi Koshiba; Riccardo Giacconi               | John Fenn; Koichi Tanaka; Kurt Wüthrich                         | Sydney Brenner; H. Robert Horvitz; John Sulston                       | Imre Kertész                              | Jimmy Carter                                                                     | Daniel Kahneman; Vernon L. Smith                         |
| 2003 | Alexei Alexeevich Abrikosov; Vitaly Ginzburg; Anthony James Leggett   | Peter Agre; Roderick MacKinnon                                  | Paul Lauterbur; Peter Mansfield                                       | J. M. Coetzee                             | Shirin Ebadi                                                                     | Robert F. Engle; Clive Granger                           |
| 2004 | David Gross; Hugh David Politzer; Frank Wilczek                       | Aaron Ciechanover; Avram Hershko; Irwin Rose                    | Richard Axel; Linda B. Buck                                           | Elfriede Jelinek                          | Wangari Maathai                                                                  | Finn E. Kydland; Edward Prescott                         |
| 2005 | Roy J. Glauber; John L. Hall; Theodor W. Hänsch                       | Yves Chauvin; Robert H. Grubbs; Richard R. Schrock              | Barry Marshall; Robin Warren                                          | Harold Pinter                             | Agência Internacional de Energia Atómica; Mohamed ElBaradei                      | Robert Aumann; Thomas Schelling                          |
| 2006 | John C. Mather; George Smoot                                          | Roger D. Kornberg                                               | Andrew Fire; Craig Mello                                              | Orhan Pamuk                               | Muhammad Yunus; Grameen Bank                                                     | Edmund Phelps                                            |
| 2007 | Albert Fert; Peter Grünberg                                           | Gerhard Ertl                                                    | Mario Capecchi; Martin Evans; Oliver Smithies                         | Doris Lessing                             | Painel Intergovernamental sobre Mudanças Climáticas; Al Gore                     | Leonid Hurwicz; Eric Maskin; Roger Myerson               |
| 2008 | Yoichiro Nambu; Makoto Kobayashi; Toshihide Maskawa                   | Osamu Shimomura; Martin Chalfie; Roger Y. Tsien                 | Harald zur Hausen; Françoise Barré-Sinoussi; Luc Montagnier           | J. M. G. Le Clézio                        | Martti Ahtisaari                                                                 | Paul Krugman                                             |
| 2009 | Charles K. Kao; Willard S. Boyle; George E. Smith                     | Venkatraman Ramakrishnan; Thomas A. Steitz; Ada Yonath          | Elizabeth Blackburn; Carol W. Greider; Jack W. Szostak                | Herta Müller                              | Barack Obama                                                                     | Elinor Ostrom; Oliver E. Williamson                      |
| 2010 | Andre Geim; Konstantin Novoselov                                      | Richard F. Heck; Ei-ichi Negishi; Akira Suzuki                  | Robert G. Edwards                                                     | Mario Vargas Llosa                        | Liu Xiaobo                                                                       | Peter A. Diamond; Dale Mortensen; Christopher Pissarides |
| 2011 | Saul Perlmutter; Adam G. Riess; Brian Schmidt                         | Dan Shechtman                                                   | Bruce Beutler; Jules A. Hoffmann; Ralph Steinman                      | Tomas Tranströmer                         | Ellen Johnson Sirleaf; Leymah Gbowee; Tawakel Karman                             | Thomas Sargent; Christopher A. Sims                      |
| 2012 | Serge Haroche; David J. Wineland                                      | Brian K. Kobilka; Robert J. Lefkowitz                           | John B. Gurdon; Shinya Yamanaka                                       | Mo Yan                                    | União Europeia                                                                   | Alvin Roth; Lloyd S. Shapley                             |
| 2013 | François Englert; Peter W. Higgs                                      | Martin Karplus; Michael Levitt; Arieh Warshel                   | James E. Rothman; Randy Schekman; Thomas Südhof                       | Alice Munro                               | Organização para a Proibição de Armas Químicas                                   | Eugene F. Fama; Lars Peter Hansen; Robert J. Shiller     |
| 2014 | Isamu Akasaki; Hiroshi Amano; Shuji Nakamura                          | William Moerner; Eric Betzig; Stefan Hell                       | John O'Keefe; May-Britt Moser; Edvard Moser                           | Patrick Modiano                           | Malala Yousafzai; Kailash Satyarthi                                              | Jean Tirole                                              |
| 2015 | Takaaki Kajita; Arthur B. McDonald                                    | Tomas Lindahl; Paul Modrich; Aziz Sancar                        | William C. Campbell; Satoshi Ōmura; Tu Youyou                         | Svetlana Alexievich                       | Quarteto para o Diálogo Nacional da Tunísia                                      | Angus Deaton                                             |
| 2016 | David Thouless; Duncan Haldane; John M. Kosterlitz                    | Jean-Pierre Sauvage; Fraser Stoddart; Bernard Feringa           | Yoshinori Ohsumi                                                      | Bob Dylan                                 | Juan M. Santos                                                                   | Oliver Hart; Bengt Holmström                             |
| 2017 | Rainer Weiss; Barry C. Barish Kip Thorne                              | Jacques Dubochet; Joachim Frank; Richard Henderson              | Jeffrey C. Hall; Michael Rosbash Michael W. Young                     | Kazuo Ishiguro                            | Campanha Internacional para a Abolição de Armas Nucleares                        | Richard Thaler                                           |
| 2018 | Arthur Ashkin; Gérard Mourou; Donna Strickland                        | Frances Arnold; George P. Smith; Gregory Winter                 | James P. Allison; Tasuku Honjo                                        | Olga TokarczukPredefinição:TanNota        | Denis Mukwege; Nadia Murad                                                       | William Nordhaus; Paul Romer                             |
| 2019 | James Peebles; Michel Mayor; Didier Queloz                            | John B. Goodenough; Michael S. Whittingham; Akira Yoshino       | William Kaelin Jr.; Peter J. Ratcliffe; Gregg L. Semenza              | Peter Handke                              | Abiy A. Ali                                                                      | Abhijit Banerjee; Esther Duflo; Michael Kremer           |
| 2020 | Roger Penrose; Reinhard Genzel; Andrea Ghez                           | Emmanuelle Charpentier; Jennifer Doudna                         | Harvey J. Alter; Michael Houghton; Charles M. Rice                    | Louise Glück                              | Programa Alimentar Mundial                                                       | Paul Milgrom; Robert B. Wilson                           |
| 2021 | Syukuro Manabe; Klaus Hasselmann; Giorgio Parisi                      | Benjamin List; David MacMillan                                  | David Julius; Ardem Patapoutian                                       | Abdulrazak Gurnah                         | Maria Ressa; Dmitry Muratov                                                      | David Card; Joshua Angrist Guido Imbens                  |
| 2022 | Alain Aspect; John Clauser; Anton Zeilinger                           | Carolyn Bertozzi; Morten Meldal; Barry Sharpless                | Svante Pääbo                                                          | Annie Ernaux                              | Ales Bialiatski; Memorial; Centro de Liberdades Civis                            | Ben Bernanke; Douglas Diamond; Philip Dybvig             |
| 2023 | Pierre Agostini; Ferenc Krausz; Anne L'Huillier                       | Moungi Bawendi; Louis Brus; Alexei Ekimov                       | Katalin Karikó; Drew Weissman                                         | Jon Fosse                                 | Narges Mohammadi                                                                 | Claudia Goldin                                           |
| 2024 | John Hopfield; Geoffrey Hinton                                        | David Baker; Demis Hassabis; John M. Jumper                     | Victor Ambros; Gary Ruvkun                                            | Han Kang                                  | Nihon Hidankyō                                                                   | Daron Acemoglu; Simon Johnson; James A. Robinson         |
| Ano  | Física                                                                | Química                                                         | Fisiologia ou Medicina                                                | Literatura                                | Paz                                                                              | Economia (Prêmio Sveriges Riksbank)                      |

## Regra do sigilo de 50 anos
O Comitê não informa à mídia nem aos próprios candidatos os nomes dos indicados. Na medida em que nomes específicos aparecem frequentemente nas primeiras previsões de quem receberá o prêmio em um determinado ano, isso é pura especulação ou informação privilegiada da pessoa ou pessoas que enviaram a indicação. Após um sigilo de cinquenta anos, o banco de dados de indicações mantido pelo Comitê Nobel é disponibilizado ao público. Os estatutos da Fundação Nobel afirmam:
Um organismo de atribuição de prémios pode, no entanto, após a devida consideração de cada caso individual, permitir o acesso ao material que serviu de base para a avaliação e decisão sobre um prémio, para fins de investigação em história intelectual. Essa autorização não pode, contudo, ser concedida antes de decorridos, pelo menos, 50 anos após a data em que a decisão em causa foi proferida.